# Schveiger Ágnes
Schveiger (Schweiger) Ágnes (Dés, 1927. augusztus 9. –) erdélyi magyar mezőgazdasági szakíró, szerkesztő.

## Életútja
Középiskolái egy részét Désen és Kolozsváron, a Zsidó Líceumban végezte. 1944-ben deportálták, Auschwitzban, Rigában, majd Studhofban volt koncentrációs táborban, végül Lipcsében dolgozott egy repülőgépgyárban. 1945 áprilisában szabadult fel s 1945 őszén tért haza. Tanulmányait folytatva 1947-ben érettségizett ugyancsak a kolozsvári Zsidó Líceumban. Felsőfokú tanulmányait a kolozsvári Mezőgazdasági Akadémia magyar tagozatán végezte (1952). 1953 januárjától a Tudományos Könyvkiadó mezőgazdasági szakszerkesztője, majd a Mezőgazdasági és Erdészeti Könyvkiadó, a későbbi Ceres Könyvkiadó kolozsvári fiókjának szerkesztő munkatársa nyugdíjazásáig (1982). 1989 őszén Izraelben telepedett le.

## Munkássága
Mintegy 300 könyv szerkesztője volt (többek között Az agronómus kézikönyve, Antal Dániel: Gabonafélék termesztése, Veress István: Almástermésűek és csonthéjasok termesztése és nemesítése, Péterfi István: Galambtenyésztés, Bodor Kálmán: Vadon termő gyógynövények stb.). Ezenkívül szerkesztette a kiadó Kaleidoszkóp sorozatát. Fordított és szakmailag ellenőrzött számos, a Tankönyvkiadónál megjelent szakiskolai mezőgazdasági tankönyvet.
Főmunkatársa volt a Román–magyar, magyar–román mezőgazdasági szótárnak (társszerzők Gabriel Manoliu, Ion Bucur és Szalay András. Bukarest, 1980); társszerzője (Szalay Olgával és Tordai Máriával) a Gyümölcs- és zöldségfélék, hűsítők, italok, szörpök és teák c. kézikönyvnek (Bukarest, 1985. Kaleidoszkóp).